# Marno
Marno je naselje v Občini Hrastnik.